# Barisey-au-Plain

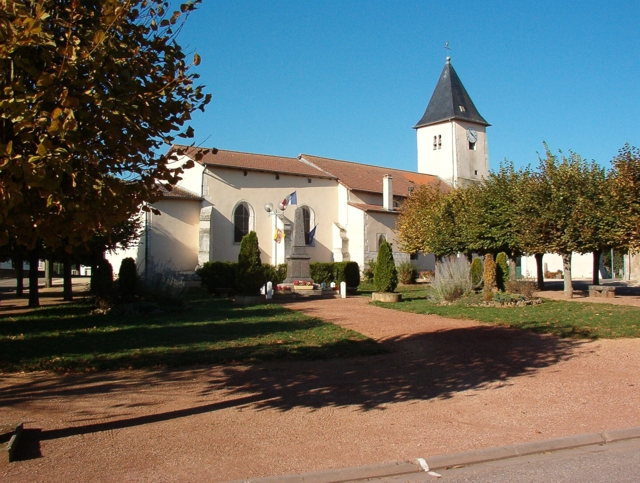
Kościół Narodzenia Najświętszej Maryi Panny (2005)

Barisey-au-Plain – miejscowość i gmina we Francji, w regionie Grand Est, w departamencie Meurthe i Mozela.
Według danych na rok 1990 gminę zamieszkiwały 304 osoby, a gęstość zaludnienia wynosiła 28 osób/km² (wśród 2335 gmin Lotaryngii Barisey-au-Plain plasuje się na 746. miejscu pod względem liczby ludności, natomiast pod względem powierzchni na miejscu 545.).

## Populacja

Populacja Barisey-au-Plain w latach 1962–2008